# Gewiss-Bianchi
La Gewiss-Bianchi, già Sammontana-Bianchi, era una squadra maschile italiana di ciclismo su strada, attiva nel professionismo dal 1985 al 1989. Nata nel 1985 dalla fusione di Bianchi-Piaggio e Sammontana-Campagnolo, ottenne i principali successi con Moreno Argentin, vincitore di tre Liegi-Bastogne-Liegi, un Giro di Lombardia e tre tappe al Giro d'Italia.

## Storia
La Sammontana-Bianchi nasce a inizio 1985 in seguito all'accordo tra Sammontana, azienda empolese proprietaria della Sammontana-Campagnolo, e Bianchi, telaista già presente nel ciclismo professionistico con il team Bianchi-Piaggio. La squadra, diretta da Waldemaro Bartolozzi, viene costruita intorno a Moreno Argentin e Tommy Prim, provenienti da Sammontana e Bianchi rispettivamente, completando la rosa con altri quattro uomini ex Sammontana e altri sei ex Bianchi. La stagione vede Argentin imporsi alla Liegi-Bastogne-Liegi e al Giro di Danimarca, e il velocista Paolo Rosola vincere due tappe al Giro d'Italia (corsa nella quale Prim conclude quarto). Nel 1986 Argentin fa il bis alla Liegi-Bastogne-Liegi, e in settembre, in maglia azzurra, si laurea anche campione del mondo su strada a Colorado Springs.
Nel 1987 a Sammontana subentra il nuovo sponsor Gewiss, e ds diventa l'ex ciclista (in Bianchi) Serge Parsani. Nella nuova Gewiss-Bianchi di Parsani è ancora Argentin il leader: nel 1987 il veneziano vince due tappe alla Tirreno-Adriatico, la terza Liegi-Bastogne-Liegi consecutiva, tre frazioni al Giro d'Italia e il Giro di Lombardia. Arrivano diversi successi anche da Paolo Rosola (una tappa alla Vuelta a España, tre al Giro—portando a sei le vittorie Gewiss nella 70ª "Corsa rosa"—e quattro alla Coors Classic in Stati Uniti) e Roberto Pagnin (due frazioni alla Vuelta e il Giro del Lazio). Nella stagione seguente Argentin si aggiudica solo Giro della Provincia di Reggio Calabria e Giro del Veneto, mentre Rosola si impone in due tappe al Giro d'Italia; Argentin conquista poi anche il Giro dell'Appennino 1989, valido come titolo tricolore su strada, ma in una stagione ancora non ricca di successi.
A fine 1989 Bianchi dà l'addio alle corse dopo diciassette stagioni, anche Gewiss si ritira e la squadra viene sciolta; il capitano del team Argentin si trasferisce all'Ariostea di Giancarlo Ferretti insieme a due gregari. Bianchi tornerà alle gare nel 1992 come fornitore di due importanti squadre, GB-MG Boys Maglificio e Gatorade-Chateau d'Ax, mentre Gewiss ricomparirà nel 1994 come sponsor della Gewiss-Ballan di Emanuele Bombini.

## Cronistoria

### Annuario
| Anno | Codice | Nome               | Cat. | Biciclette | Dirigenza                                       |
| ---- | ------ | ------------------ | ---- | ---------- | ----------------------------------------------- |
| 1985 | -      | Sammontana-Bianchi | Pro  | Bianchi    | Dir. sportivi: Waldemaro Bartolozzi             |
| 1986 | -      | Sammontana-Bianchi | Pro  | Bianchi    | Dir. sportivi: Waldemaro Bartolozzi             |
| 1987 | -      | Gewiss-Bianchi     | Pro  | Bianchi    | Dir. sportivi: Serge Parsani, Domenico De Lillo |
| 1988 | -      | Gewiss-Bianchi     | Pro  | Bianchi    | Dir. sportivi: Serge Parsani, Domenico De Lillo |
| 1989 | -      | Gewiss-Bianchi     | Pro  | Bianchi    | Dir. sportivi: Serge Parsani, Domenico De Lillo |

## Palmarès

### Grandi Giri
- Giro d'Italia

Partecipazioni: 5 (1985, 1986, 1987, 1988, 1989)
Vittorie di tappa: 10
1985: 2 (2 Paolo Rosola)
1987: 6 (3 Moreno Argentin, 3 Paolo Rosola)
1988: 2 (2 Paolo Rosola)
Vittorie finali: 0
Altre classifiche: 1
1985: Giovani (Alberto Volpi)
- Tour de France

Partecipazioni: 0
- Vuelta a España

Partecipazioni: 1 (1987)
Vittorie di tappa: 3
1987: 3 (2 Roberto Pagnin, Paolo Rosola)
Vittorie finali: 0
Altre classifiche: 0

### Classiche monumento
- Liegi-Bastogne-Liegi: 3

1985, 1986, 1987 (Moreno Argentin)
- Giro di Lombardia: 1

1987 (Moreno Argentin)

### Campionati nazionali
- Campionati italiani su strada: 1

In linea: 1989 (Moreno Argentin)